# Mozilla Sunbird
Pour les articles homonymes, voir Mozilla.
Mozilla Sunbird était la version indépendante de Mozilla Calendar (calendrier de Mozilla), développé par la Fondation Mozilla.
Porté sous Windows, GNU/Linux et Mac OS X, il utilisait la technologie XUL (Iceowl sous Debian).
Littéralement « Oiseau du soleil », son développement fut beaucoup plus lent que celui de Firefox ou de Thunderbird.

## Histoire
Sunbird faisait partie avec l’extension Lightning du projet Calendar de Mozilla, ces deux produits partageant les mêmes composants de base et protocoles.

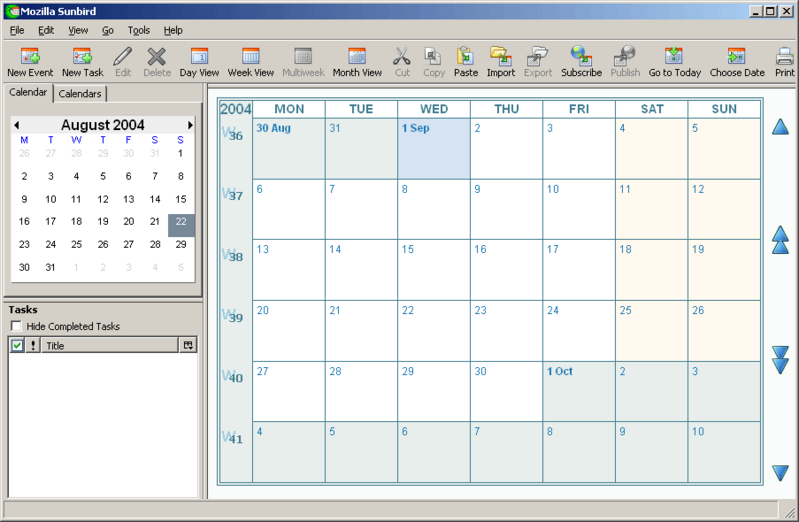
Version 0.2

À la différence de Lightning, qui est une extension maintenant intégrée par défaut au logiciel de messagerie Thunderbird, Sunbird était une application à part entière (autonome) qui ne nécessite pas l’installation préalable d’autres logiciels.

## État actuel
Mozilla Sunbird n'est désormais plus maintenu par Mozilla. Il est conseillé aux utilisateurs de migrer vers Mozilla Lightning intégré dans Mozilla Thunderbird.
Certains développeurs indépendants ont continué à développer Sunbird. Ces versions sont appelées nightly builds, dévelopement de « versions nocturnes » en français. Des versions sont encore disponibles par ftp,, mais elles peuvent être instables.